# کوت سن-لوک
کوت سن-لوک (به فرانسوی: Côte Saint-Luc) شهرکی در ناحیه مونترئال در استان کبک کانادا است. در سرشماری سال ۲۰۱۱ این شهرک ۳۱٬۷۶۴ نفر جمعیت داشته‌است و مساحت آن ۷٫۳۵ کیلومتر مربع است.